# Ariel Mortman
Ariel Mortman (New York, 6 febbraio 1994) è un'attrice statunitense con cittadinanza israeliana.
È nota per aver interpretato Hailey Woods nella serie televisiva Greenhouse Academy.

## Biografia
Ha studiato recitazione presso il Nissan Nativ Acting Studio di Tel Aviv e ha poi prestato servizio nelle Forze di difesa israeliane.
Ha debuttato nel 2014 nel cortometraggio Keep It Cool ed è apparsa nel 2015 nel cortometraggio israeliano Dreaming to Fly. Dal 2017 ha interpretato la protagonista Hayley Woods nella serie Netflix Greenhouse Academy. Nel 2020 è stata scritturata per il cortometraggio Ghosted.

## Filmografia

### Televisione
- Kochav HaTzafon - serie TV, 99 episodi (2014-2016)
- Greenhouse Academy - serie TV (2017-2020)